# Надписи Бир эль-Кута
Надписи Бир эль-Кута (груз. ბირ ელ ქუტის წარწერები), также известные как Грузинские надписи Палестины (груз. პალესტინის ქართული წარწერები) — три мозаичные надписи эпохи Византийской империи, сделанные на древнегрузинском языке шрифтом «асомтаврули». Они были обнаружены в 1952 году в грузинском монастыре святого Феодора Тирона итальянским археологом Виргилио Каньо Корбо около местечка Бир эль-Кут в Иудейской пустыне, в 6 км к юго-востоку от Иерусалима и в 2 км к северу от Вифлеема. Эти надписи были найдены на мозаичном полу: две датируются 430 годом нашей эры, третья — 532 годом
Монастырь, где были найдены надписи, был основан грузинским царевичем и епископом Петром Ивером, отец которого упоминается в одной из надписей; в другой надписи упоминается Бакур Ивер, византийский военачальник, которого ряд историков (Аммиан Марцеллин, Тураний Руфин и Зосим) называют дедом Петра Ивера и грузинским царём. Все три надписи считаются старейшими надписями на грузинском языке. В настоящее время все надписи хранятся в музее францисканского общества Studium Biblicum Franciscanum в Иерусалиме. Надпись № 2 с упоминанием Петра Ивера в настоящее время считается утерянной.

## Надписи

### Надпись № 1
ႣႠ ႻႭჃႻ

ႤႭჃႪႬႨ Ⴋ

ႠႧႬႨ ႡႠ

ႩႭჃႰ ႣႠ

ႢႰႨ ႭႰႫ

ႨႦႣ ႣႠ Ⴌ

ႠႸႭႡႬႨ

ႫႠႧႬႨ Ⴕ
- Перевод: «И воспитанников их Бакура и Гри-Ормизда и детей их, Христос, помилуй, аминь.»[13]
- Дата: 430 год

### Надпись № 2
ႼႫႨႣႠႭ ႧႤႭႣႭႰ

Ⴄ ႫႠႰ Ⴌ ႣႠ ႡႭჃ

ႰႦ Ⴌ ႤႬ ႠႫႨ
- Перевод: «Святой Феодор, помилуй Маруана и Бурзена, аминь.»
- Дата: 430 год

### Надпись № 3
ႸႤႼႤႥႬႨႧႠ Ⴕ ჁႱႨႧႠ ႣႠ Ⴋ

ႤႭႾႤႡႨႧႠ ႼႫႨႣႨႱႠ ႣႠ Ⴇ ႤჂႱႨႧႠ

ႸႬ ႠႬႲႭႬႨ ႠႡႠჂ ႣႠ ႨႭႱႨႠ ႫႭ

ႫႱႾႫႤႪႨ ႠႫႨႱ ႱႤႴႨႱႠჂ ႣႠ ႫႠ

ႫႠ ႣႤႣႠჂ ႨႭႱႨႠჂႱႨ ႠႫႤႬ
- Перевод: «С помощью Христа и заступничеством св. Теодора, помилуй, Господи, настоятеля Антония и Иосию, сделавшего эту мозаику, а также отца Иосии и мать. Аминь.»[13]
- Дата: 532 год